# ステキなタイミング
ステキなタイミングとは、1960年に発表された楽曲。原題は「Good Timin'」、別邦題「グッド・タイミング」。

## 解説
原曲はアメリカ合衆国アラバマ州出身の歌手であるジミー・ジョーンズが発表した「Good Timin'」（邦題：「ステキなタイミング」、「グッド・タイミング」）である。同曲はBillboard Hot 100で最高3位を記録した。
作詞・作曲はフレッド・トビアスとクリント・バラード・ジュニア。

## 日本語版
日本では同年にこの楽曲を草野昌一が飯田久彦に歌わせていたが、坂本九のほうが似合うという判断により、坂本九のレパートリーとして加えられ、ステージで歌われていた。
ダニー飯田とパラダイス・キングのシングル「ビキニスタイルのお嬢さん」のB面を埋める曲として「ステキなタイミング」の邦題で、坂本九のメインボーカルでレコード化して発売された。時間が足りなかったため、急遽草野が「漣健児」のペンネームで自ら日本語の訳詞を手がけることとなった。草野が「漣健児」のペンネームを使用したのはこれが最初である。
B面の楽曲であったが、既に「悲しき六十才」のヒットで人気を確立していた坂本九のメインボーカル曲を売り出す目的で、曲直瀬信子の指示によりテレビではA面の楽曲「ビキニスタイルのお嬢さん」ではなく「ステキなタイミング」が演奏されるようになる。そのこともあって、発表当初は「ビキニスタイルのお嬢さん」以上の人気を博した。漣健児によると、発売当時の売上は20万枚くらいであった。2000年代現在でもこの楽曲の人気は衰えておらず、CDアルバムやCD-BOXに収録されている事も多く、懐メロ番組でも取り上げられる事も多い。

## カバー
- 上田雅利 - 2004年発売『Together and Forever (a tribute to Kenji Sazanami)』収録。坂本九版がベース。